# Mychajło Hreczucha
Mychajło Serhijowycz Hreczucha (ukr. Михайло Сергійович Гречуха; ur. 6 września?/19 września 1902 w Mosznach, zm. 15 maja 1976 w Kijowie) – radziecki i ukraiński polityk, przewodniczący Prezydium Rady Najwyższej Ukraińskiej SRR (1939-1954).

## Życiorys
Syn ubogiego chłopa z obwodu czerkaskiego, od 1922 roku działacz Komsomołu, przewodniczący komitetu wykonawczego rejonowej rady. Od 1926 roku w WKP(b), w latach 1932-1936 studiował w instytucie transportu samochodowego w Charkowie, dwa lata pracował jako inżynier-mechanik, a od 1938 roku w komitecie wykonawczym rady obwodowej w Charkowie. Następnie od maja 1938 II sekretarz, a od 14 grudnia 1938 do lipca 1939 I sekretarz Komitetu Obwodowego Komunistycznej Partii (bolszewików) Ukrainy (KP(b)U) w Żytomierzu. Od lipca 1939 do maja 1961 roku członek Biura Politycznego (od 1953 roku Prezydium) KP(b)U. Od 27 lipca 1939 do 15 stycznia 1954 roku przewodniczący Prezydium Rady Najwyższej Ukraińskiej SRR. W 1950 roku proponował Stalinowi przemianowanie Chersonia na „Stalinodnieprowsk”. W latach 1954–1959 I zastępca przewodniczącego Rady Ministrów Ukraińskiej SRR, w latach 1962-1966 radca przy Radzie Ministrów Ukraińskiej SRR. Od 1956 do 1961 roku kandydat na członka KC KPZR. Deputowany do Rady Najwyższej Ukraińskiej SRR od 1 do 5 kadencji. Od 1966 roku na emeryturze.
Pochowany został na cmentarzu Bajkowa w Kijowie.

## Odznaczenia
- Order Lenina (trzykrotnie)
- Order Rewolucji Październikowej
- Order Czerwonego Sztandaru Pracy
- Order Bohdana Chmielnickiego I klasy